# Државни пут 125
Пут 125 је државни пут IIА реда у северној Србији. Пут у целости на подручју Војводине, у области Срема. То је један од најкраћих државних путева на тлу Србије.
Постојећи пут је целом дужином магистрални пут са две саобраћајне траке.

## Постојеће деонице пута
| Број деонице | Име деонице                    | Дужина | Коментар                                   |
| ------------ | ------------------------------ | ------ | ------------------------------------------ |
| 2127         | Марадик (Београд) - за Марадик | 6,7    | Почетно укрштање са , завршно са аутопутем |